# Just Sex … and Nothing Else
Just Sex … and Nothing Else (Originaltitel: Csak szex és más semmi) ist eine ungarische Filmkomödie aus dem Jahr 2005. Regie führte Krisztina Goda. Der Film wurde im Jahr 2005 mit einem Budget von rund 1,1 Millionen US-Dollar produziert. Die Erstaufführung erfolgte am 8. Dezember 2005 in Ungarn. Die Veröffentlichung auf DVD in Deutschland erfolgte am 23. Juli 2009.

## Handlung
Die 32-jährige Theaterdramaturgin Dora ist attraktiv und bei den Männern beliebt, allerdings wird sie immer wieder enttäuscht. Ihre letzte Affäre ist verheiratet und erwartet von seiner Frau ein Kind. Dora ist verletzt und sieht ihre biologische Uhr ticken. Aus diesem Grund will sie keine Zeit vergeuden, um endlich Mutter zu werden und macht sich auf die Suche nach einem Samenspender. Ein Besuch bei der Samenbank ist jedoch nicht zielführend und die in Frage kommenden Männer sind enttäuschend. Nur der Hauptdarsteller an Doras Theater erweckt ihr Interesse. Sie geht mit Tamás eine sexuelle Beziehung ein, ohne ihm zu offenbaren, was ihre wahre Absicht ist. Stets beteuert sie, dass es nur um Sex ginge. Doch Tamás erhofft sich mehr und ist an einer festen Beziehung interessiert. Nachdem er jedoch zufällig von Doras wahren Beweggründen erfährt, ist er außer sich. Er stellt Dora zur Rede und beendet ihre Beziehung. Beide belastet die Situation derart, dass sie ihre Arbeit vernachlässigen. Dora versäumt beinahe die Generalprobe und Tamás spielt nur noch leidenschaftslos und vergisst laufend seinen Text. Er beginnt sich mit einer anderen Frau zu trösten, findet aber, im Gegensatz zu früher, keinen rechten Spaß mehr daran. Nachdem eine Kollegin am Theater aus Liebeskummer einen Selbstmordversuch unternimmt und nur durch viel Glück und Doras schnellem Eingreifen gerettet werden kann, besinnen sich beide auf den Wert ihrer Liebe.

## Kritik
Das Lexikon des Internationalen Films urteilte: „Unterhaltsame Beziehungskomödie mit gut aufgelegten Darstellern, die Klischees auch schon mal auf den Kopf stellt.“
Top-Videonews wertete ähnlich positiv: „Die turbulente Beziehungskomödie um eine Frau, die Angst hat von Männern nur verletzt zu werden und sie deswegen zu Samenspendern degradieren möchte, orientiert sich in Erzählweise und Stil an amerikanischen Vorbildern. Dass man in Budapest und nicht in New York ist, merkt man kaum. Insgesamt bleibt der Film so ein wenig blass und austauschbar, dank der sympathischen Darsteller ist er aber nette Popcorn-Unterhaltung.“
John Li von moviexclusive.com schreib: Um ehrlich zu sein, gibt dieser Film keinen Aufschluss darüber […], was in den Köpfen der Frauen vor sich geht. Sicher, sie mögen an der Oberfläche stark und leistungsfähig erscheinen, aber darunter verbirgt sich, halten sie jetzt ihren Atem an, die nicht tot zu kriegende romantische Suche nach einem Seelenverwandten.

## Auszeichnungen
- 2006: Hungarian Film Critics Award in der Kategorie Best Actress
- 2006: Nominierung für den Gold Hugo Award auf dem Chicago International Film Festival in der Kategorie New Directors Competition